# Dresden-Klasse
Die Dresden-Klasse war eine Klasse von zwei Kleinen Kreuzern der Kaiserlichen Marine.
Sie wurde 1905/06 entworfen und war der unmittelbare Nachfolger der Königsberg-Klasse. Die Benennung der Schiffe erfolgte wiederum nach deutschen Städten. Beide Einheiten dieser Baureihe, Dresden und Emden, waren im Ersten Weltkrieg bekannte Handelsstörer.

## Entwurf
Die Schiffe der Dresden-Klasse waren geringfügig größer als die der Königsberg-Klasse. Die Hauptbewaffnung war mit zehn 10,5-cm-Geschützen gleich geblieben. Ihre Antriebsanlagen waren etwas stärker, was eine höhere Geschwindigkeit ermöglichte. Diesbezüglich gab es jedoch auf beiden Schiffen deutliche Unterschiede. Die Emden hatte zwei Schrauben und, als letzter Kleiner Kreuzer, die üblichen Dreifachexpansionsmaschinen. Die Dresden besaß dagegen vier Schrauben und Parsons-Turbinen, welche ihr eine höhere Geschwindigkeit ermöglichten. Während ihres Kriegseinsatzes konnte sie so mehrfach überlegenen britischen Schiffen davonlaufen.
Obwohl Schwesterschiffe, gab es bei der Dresden und der Emden auch einige äußerlich signifikante Unterschiede, die auf manchen Fotos sehr gut erkennbar sind. Die Dresden hatte kein Städtewappen, sondern eine Bugzier. Dafür fehlte ihr die Heckzier. Der Schraubenschutz saß weiter vorn. Die Backspieren waren höher, die Speigatts etwas tiefer, als auf der Emden, angebracht. Ferner gab es Unterschiede im Verlauf der Bootsdavits, der oberen Funkrahen sowie bei den Dampfrohren an den Schornsteinen.

## Verbleib
Die beiden Kleinen Kreuzer der Dresden-Klasse überstanden den Ersten Weltkrieg nicht. Sie sind die am weitesten jemals von den Heimatgewässern entfernt verlorengegangenen deutschen Überwasser-Kriegsschiffe: Die Dresden liegt vor der chilenischen Insel Robinson Crusoe im Pazifik, die Reste der Emden vor North Keeling Island südwestlich von Sumatra im Indischen Ozean.